# August Bernhard Kumm
August Bernhard Kumm (* 29. Januar 1890 in Varel; † 27. August 1963 in Braunschweig) war ein deutscher Geologe.

## Leben
August Bernhard Kumm besuchte die Schulen in Eisenach und Mühlhausen und studierte nach Erhalt der Reife an den Universitäten Marburg, München, Grenoble und Heidelberg zuerst Philosophie und Germanistik. Später studierte er Geographie und Naturwissenschaften, wobei er seine Schwerpunkte hier auf Geologie, Mineralogie und Zoologie legte. Nachdem er während des Ersten Weltkrieges  als Kriegsgeologe in Frankreich tätig war, promovierte er nach Kriegsende im Jahr 1919 an der Ruprecht-Karls-Universität Heidelberg bei Wilhelm Salomon-Calvi mit der Dissertation Die Entstehung der Eindrücke in Geröllen, wurde 1920 Assistent am Mineralogisch-Geologischen Institut der Technischen Hochschule Braunschweig und habilitierte sich hier für die Fachgebiete Geologie und Lagerstättenlehre. Im Jahr 1929 wurde er zum außerplanmäßigen Professor am Mineralogisch-Geologischen Institut der Technischen Hochschule Braunschweig ernannt. Nach der Emeritierung von Ernst Stolley übernahm er vertretungsweise in der Zeit von 1934 bis 1939 die Leitung des Braunschweiger Instituts und wurde dann im Zweiten Weltkrieg, wie bereits zuvor im Ersten Weltkrieg, als Wehrgeologe eingesetzt.
Nach dem Krieg nahm er unter dem Ordinariat von Paul Dorn seine Vorlesungs- und Forschungstätigkeit wieder auf. Seine wissenschaftlichen Interessen lagen auf dem Jura Niedersachsens, Problemen der Sedimentpetrographie und Fragen der angewandten Geologie. Für das Sammelwerk Das Mesozoikum von Niedersachsen hat August Bernhard Kumm die Teile Trias und Jura zusammenfassend bearbeitet. Am dritten Teil, dem Malm Niedersachsens, arbeitete er noch bis zu seinem letzten Lebensjahr, konnte dieses große Werk aber nicht mehr zum Abschluss bringen.

## Schriften
- Die Entstehung der Eindrücke in Geröllen. In: Geologische Rundschau, 10, 1920, S. 183–233
- Diagenetische und metagenetische Veränderungen an Ceratiten. 20. Jahresbericht des Niedersächsischen Geologischen Vereins zu Hannover, 1927, S. 1–40